# پیوریتن‌ها
پیوریتن‌ها (به انگلیسی: Puritans) یا پاک‌دینان گروهی از پروتستان‌های اصلاح شده انگلیسی در سده‌های شانزدهم و هفدهم میلادی بودند که پشتیبان پالودن کلیسای انگلستان از هر گونه رسم کاتولیک رومی بوده و باور داشتند که کلیسای انگلستان تنها به‌طور جزئی اصلاح شده‌است. پیوریتنیسم به این معنا از سوی برخی از روحانیون بازگشته از تبعید در دورهٔ ماری اول، کوتاه‌مدتی پس از به‌تخت نشستن الیزابت یکم انگلستان در سال ۱۵۵۸ به‌عنوان جنبشی فعال در درون کلیسای انگلستان، بنیان‌نهاده شد. پیوریتن‌ها نقش مهمی در تاریخ انگلیسی و تاریخ اولیه آمریکا، به ویژه در دوران تحت‌الحمایه داشت.
پیوریتن‌ها گروهی بودند که پس از توافق اصلاح دین در آغاز پادشاهی الیزابت یکم، در پی زدودن کلیسای انگلستان از بازمانده نشانه‌های پاپ و هر چه به کلیسای کاتولیک امکان نفوذ می‌داد، بودند. پیوریتن‌ها در سده ۱۷ میلادی به پافشاری خود بر اخلاق و جدیت خود در دین آوازه داشتند و همین، همه شیوه زندگی آنها را شکل داد. آنان برای ساخت الگوی زندگی خود برای همهٔ جهان، در پی اصلاح کلیسا بودند. تلاش آنان برای تغییر میهن به دومین جنگ داخلی انگلستان دامن زد و هم به پایه‌گذاری نوآبادها در آمریکا انجامید.
پیوریتن‌ها از گستردگی محدود اصلاحات انگلستان و تحمل کلیسای انگلستان در مورد اعمال خاص مرتبط با کلیسای کاتولیک روم ناراضی بودند. آنها با گروه‌های مذهبی مختلفی که از خلوص بیشتر عبادات و پرهیزکاری، و همچنین تقوای شخصی و گروهی حمایت می‌کردند، هم‌سو می‌بودند. پیوریتن‌ها الهیات میثاقی را پذیرفتند و از این نظر کالوینیست بودند (همان‌طور که بسیاری از مخالفان قبلی آنها بودند). در سیاست کلیسا، یک اصلاح (تصفیه) یکنواخت در کلیسای تأسیس شده برای ایجاد یک ملت خداپسند درخواست شد، در حالی که دیگران طرفدار جدایی یا پایان هر کلیسای دولتی بودند به‌طور کامل خواهان کلیساهای خودمختار بودند. این اندیشه‌های مستقل پیوریتانیسم در دهه ۱۶۴۰، زمانی که حامیان یک سیاست پروتستانی در مجلس وست مینستر قادر به ایجاد یک کلیسای ملی جدید انگلیسی نبودند، برجسته شدند.

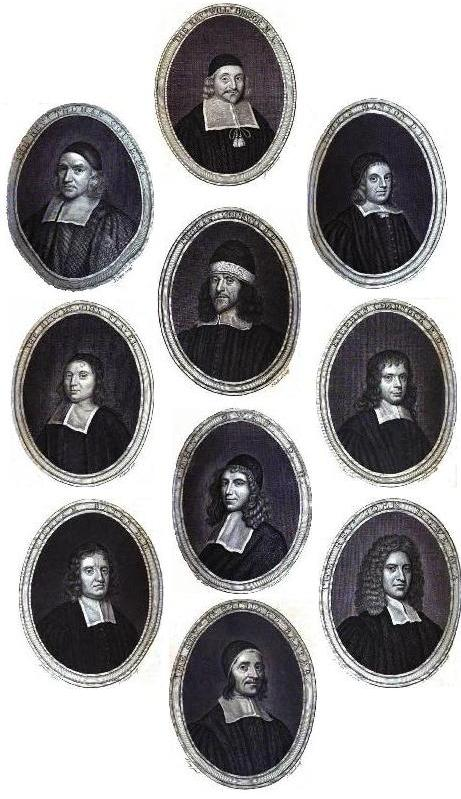
خداشناسان سرشناس پیوریتن در سده ۱۷ (میلادی)

## پیشینه

### ماری یکم
برآمدن پیوریتنان ریشه در رخ‌دادهای انگلستانِ میانه سده ۱۶ام دارد. جنبش اصلاح دین که چندی بود به انگلستان نیز راه یافته بود با کشاکش هنری هشتم با پاپ و فرازونشیب‌های سیاسی روزگار او، با سیاست پیوند خورد. پس از هنری، با بر تخت نشستن ادوارد ششم انگلستان، زمینه گسترش باورهای پروتستانی بیش از پیش فراهم آمد. اما با روی کار آمدن خواهرش، ماری یکم، ورق برگشت. ملکه ماری برخلاف رویه پدر و برادرش، پشتیبان تمام قد کلیسای کاتولیک در انگلستان بود. او اصلاح‌طلبان و دگراندیشان را به بهانه ارتداد و کفر یا کشت یا زنده در آتش انداخت. هر که از این مهلکه جان به در برد ناگزیر راه تبعید در پیش‌گرفت. در این میان، گذار برخی از تبعیدیان به ژنو و کلیسای منضبط ژان کالون افتاد.

### الیزابت یکم
پس از درگذشت ماری در ۱۵۵۸ اصلاح‌طلبان بر تخت نشستن خواهرش الیزابت یکم را فرصتی یافتند تا جان تازه‌ای در کالبد بی‌جان اصلاحات بدمند. اما او رویه‌ای میانه‌روانه در پیش گرفت و همین آنانی را که در پی اصلاحات گسترده بودند ناامید کرد. الیزابت توانست پارلمان را همراه خود کند و برپا داشتن کلیسای انگلستان را به تصویب برساند. در این میان پیوریتن‌ها بر زدودن کلیسای انگلستان از هر گونه نشانه و نفوذ کلیسای کاتولیک پا می‌فشردند. نام پیوریتن از همین‌جا بر آنان نهاده شد. هنگامی که بحث بر سر ردای کشیشان بالا گرفت پیوریتنان که نتوانسته بودند حرف خود را در پارلمان بر کرسی بنشانند همت بر تبلیغ گماشتند و همانا کامیاب شدند. آنها این کامیابی را وام‌دار کوشش‌های بسیار و پشتیبانان خود در میان نخبگان و در پارلمان و تسلط بر کرسی‌های دانشگاه آکسفورد و دانشگاه کمبریج بودند. دو کتاب کتاب مقدس ژنو و شهیدان جان فاکس پرخواننده‌ترین کتاب‌های روزگار الیزابت بودند.
این اندیشه در پی اصلاحات دینی الیزابت یکم رخ داد و دو بُعد سیاسی و دینی را در بر می‌گرفت. در بعد سیاسی این جنبش به جایی نینجامید. آنان که اصلاحات در کلیسای انگلستان را نابسنده می‌دانستند و بر زدودن همه سنت‌های کلیسای کاتولیک پامی‌فشردند به ستیز با باورهای کلیسای انگلستان برخاستند.

### جیمز یکم
الیزابت بدون آنکه فرزندی داشته باشد در ۱۶۰۳ درگذشت. نزدیک‌ترین خویشاوند ملکه، نواده عمه او، جمیز استوارت، پادشاه اسکاتلند بود که با آموزه‌های کالونیستی بزرگ شده بود. این بار نیز پیوریتنان به بر تخت نشستن جمیز امید بستند. اما او نیز رویه الیزابت را در بالابردن کلیسای انگلستان پیش برد و اصلاح دین و زدودن نفوذ کلیسای کاتولیک را پی گرفت؛ اما نه چندان که پیوریتن‌ها را خرسند کند. کم‌اهمیتی جیمز به پیوریتنان در همایش بارگاه همتپتون به سال ۱۶۰۴ اعتراض ایشان را در پی آورد و «نه شاه، نه اسقف» شعار پیوریتنان شد. شاه نیز بسیاری از ایشان را از منصب‌هایی که داشتند برکنار کرد. اما جانشینان جیمز، حتی به همین اندازه نیز به اصلاح دین چندان رغبتی نداشتند.

### دودمان استوارت
دودمان استوارت، پس از جیمزِ یکم، رفته‌رفته جانب کاتولیک‌ها را گرفتند و بازگشت به سنت‌های پیشین را در دستور کار گذاردند. گرایش پادشاهان دودمان استوارت به کلیسای کاتولیک، بسیاری از پیوریتنان را از پِی‌گرفتن اصلاحات مذهبی در انگلستان ناامید کرد و نگاه‌شان را به سرزمینی نو گرداند. آنان به این نتیجه رسیدند که آیین‌ها و باورهای خود را در نوآبادهای آن سوی اقیانوس اطلس و به دور از نفوذ کلیسای کاتولیک و فشار شاهان استوارت بگسترند.

### کوچ به سرزمین تازه
برخی ثروتمندان پیوریتن، مستعمره ماساچوست بِی (شاخاب ماساچوست) را پایه گذاشتند تا زمینه زندگی پیروان پیوریتن‌ها در سرزمین تازه را فراهم آورند. در مارس ۱۶۳۰ هفده کشتی از لندن رهسپار نیو انگلند در آن سوی اطلس شدند تا به رهبری وکیلی با نام جان وینثرپ، نوآبادی بر پایه باورهای پیوریتن بسازند. آنان بر آن بودند تا 'شهری بر فراز کوه' بسازند که نمونه‌ای از نیک‌رفتاری و پاک‌دینی برای همه جهان، به ویژه پادشاهان استوارت باشد. پیوریتن‌هایی که مستعمره پلیموث را بناکردند آرمان خود را روی سنگ پلیموت به عنوان پیمان‌نامه زندگی تازه خود در سرزمین‌های نو به یادگار گذاشتند. بخش عمده‌ای از آنچه که امروز به نام «ارزش‌های آمریکایی» شناخته می‌شوند را می‌توان بر روی این سنگ خواند.
از ۱۶۳۰ تا ۱۶۴۳ نزدیک به ۹۰۰۰ پیوریتن به این نوآباد کوچیدند. کوچ پیوریتنان بسیار پرشتاب‌تر از کوچ دیگر گروه‌ها به آمریکا در آن هنگام بود. آنان کلیساها و مدرسه‌های خود را در شهرک‌ها و کشتزارهایی که در نیو انگلند پایه گذاشتند همه جا گستردند. پیوریتنان انواع گوناگون غلات را می‌کاشتند. علاوه بر این، برخورداری از دریا و ماهیگیری به بالا رفتن سطح زندگی آنها انجامید و انباشت سرمایه را در پی آورد.

## باورها و آیین‌ها
پیوریتن‌ها به عهد عتیق استناد داشتند. از باورهای آن‌ها می‌توان به پاسداری از جایگاه اجتماعی مردان و زنان و سهم هر یک از آنها از گناه اصلی در باورهای مسیحی نام برد. برپایهٔ اندیشه‌های ایشان دختران از گناهی که حوا مرتکب شده بود ارث می‌برند.
پیوریتن‌ها بر این باور بودند که حال که خدا گروهی را فرادست گروه دیگر گذارده است. پس این فرودستی باید در جامعه رعایت شود و فرودستان فرمان‌بردار فرادستان باشند. سختگیری‌ها بر پیوریتن‌ها در انگلستان، به کوچ آنها به آمریکا انجامید و با کوچ گستردهٔ پیروان این مکتب، پای این کیش به آمریکا هم گشوده شد و نوآبادهای انگلیسی (مستعمرات سیزده‌گانه) به مرکزیت ماساچوست کانون پیوریتن‌ها شدند.

## ارزش‌های آمریکا
بنیان‌گذاران پاک‌دین آمریکا خود را مردمان آزادی می‌دانستند که چون خود، به آزادی دست یافته‌اند رسالت بسط و گسترش آزادی در جهان را بر عهده دارند. این ایده، پایه احساس مسئولیت و رهبری آمریکا برای جهان بود و اینکه آمریکا نمی‌تواند به رخدادهای دیگر نقاط جهان بی‌توجه باشد. همچنین کشوری که بر پایه ارزش‌های پاک‌دینی ساخته شده بود مسئولیت پناه‌دهی به رانده‌شدگان دگراندیش دیگر کشورهای جهان را برعهده داشت.